# Benny Dessau
Benny Dessau (15. januar 1868 i Horsens – 2. juli 1937 i Hellerup) var en dansk direktør, der var adm. direktør for Tuborg og De forenede Bryggerier. Hans brødre Harry, Hartvig og Martin Dessau blev også store erhvervsledere.

## Uddannelse
Benny Dessau var født i Horsens i et jødisk hjem som søn af mægler Salomon Dessau (død 1869) og hustru Flora født Meyer. Han tog præliminæreksamen i Horsens 1883, var hos Oscar Prior og Beckett & Meyer i København, blev uddannet i Hamborg) og London.

## Karriere
1891 blev Dessau prokurist og 1894 direktør for Tuborgs Fabrikker efter forgængeren og Tuborgs grundlæggers Philip W. Heymans død. I 1899 opnåede han at blive direktør for De forenede Bryggerier, og både dette selskabs store fremgang og den med Carlsbergbryggerierne 1902 afsluttede overenskomst, der har fået så stor betydning for den danske ølindustri, skyldes formentlig hans hurtige og klare forretningsblik, store arbejdsevne og ikke mindst den anseelse, han nyder i forretningskredse og blandt arbejderne.

## Tillidsposter
Ud over sit daglige virke som virksomhedsleder var Dessau formand for Bryggeriforeningens bestyrelse, næstformand for Industriforeningens bestyrelse og for Industrirådet, medlem af Privatbankens repræsentantskab, næstformand i repræsentantskabet for Nordisk Livsforsikrings-Aktieselskab af 1897 og Nordisk Ulykkesforsikrings-Aktieselskab, formand for Mineralvandsfabrikanternes Forening i København og for Danske Mineralvandsfabrikanters Fællesforening. Derudover formand i bestyrelsen for aktieselskaberne Nordisk Kulsyrefabrik og Krystalisværket, medlem af den Internationale Gerstebonitirungs Kommission og af bestyrelsen for forskellige godgørende foreninger.
Det velkendte maleri Den tørstige mand af Erik Henningsen blev reklame for Tuborg på Dessaus initiativ. Maleriet deltog i en plakatkonkurrence udskrevet af Tuborg i år 1900. Maleriet fik ingen placering i konkurrencen, men Benny Dessau foretrak dette maleri frem for vinderen.

## Filantropi
Benny Dessau ægtede Paula Heyman, en datter af Tuborgs grundlægger og hans forgænger, etatsråd Philip W. Heyman. De fik sønnen Einar Dessau. Dessau stiftede i 1931 Tuborgfondet og desuden Direktør Benny Dessau og Hustrus Familielegat.
Benny Dessau medvirkede også til at etablere det danske studenterhus i Paris (La Fondation Danoise) sammen med daværende kulturattaché i Paris Helge Wamberg ved at fremskaffe de fornødne midler gennem en privat indsamling. Huset blev tegnet af Kaj Gottlob.
Dessau fik bygget en stor direktørvilla på Strandvejen 46 umiddelbart ved Tuborg, og siden valgte broderen Martin Dessau at flytte til nabolaget, da han købte landstedet Eltham på Strandvejen 34. Begge villaer er siden revet ned.
Som den eneste af Dessau-brødrene konverterede Dessau i slutningen af sit liv til kristendommen. Benny Dessau og hustruen Paula Dessau er derfor begravet på Hellerup Kirkegård.
Dessau er malet af Georg Seligmann sammen med Hans Bekkevold og driftsinspektørerne Wiibroe og Peters (1898, Carlsberg Museum).